# Cornelis de Boer (kunstschilder)
Cornelis de Boer (Groningen, 18 oktober 1878 - ?) was een kunst- en decoratieschilder. Hij woonde en werkte tot 1902 in de stad Groningen en vertrok naar 's-Gravenhage om zijn opleiding daar te voltooien. In 1903 ging hij in Brussel wonen.
Zoals meer schilders uit zijn tijd maakte hij behalve landschappen ook wandschilderingen en schilderingen als decoratie boven deuren. De schilderijen in de stijl van de Haagse School vallen op door een rijk coloriet. Zijn favoriete onderwerpen waren zonsopgangen, zonsondergangen en - tijdens zijn eerste jaren - gezichten op het ten zuiden van Groningen gelegen Paterswoldsemeer.
De Boer werkte voornamelijk in olieverf.